# علي أباد (مشيز بردسير)
علي أباد (بالفارسية: علی‌آباد) هي قرية تقع في إيران في البلدة المركزية.